# Wronki
Wronki ['vrɔŋki] (deutsch Wronke, 1943–1945 Warthestadt, älter deutsch auch Fronich) ist eine Stadt im Powiat Szamotulski der Woiwodschaft Großpolen in Polen. Sie ist Sitz der gleichnamigen Stadt-und-Land-Gemeinde mit 19.081 Einwohnern (Stand 31. Dezember 2020).

## Geographie
Die Stadt liegt 55 km nordwestlich von Posen an der Warthe. Im Norden befinden sich die ausgedehnten Nadelwälder der Puszcza Notecka. Im Warthetal bei Wronke wurden im 19. Jahrhundert Braunkohlevorkommen entdeckt.

## Geschichte
Der Ort wird erstmals 1279 und 1280 in Urkunden des Herzogs Przemysł II. erwähnt. Neben dem Dominikanerkloster bildete sich eine deutsche Siedlung (in alten Urkunden als Fronich bezeichnet), welche später das Stadtrecht erhielt. Ab dem 16. Jahrhundert ging die Stadt in adeligen Besitz über. Im 19. Jahrhundert war die Herrschaft im Besitz der Grafen Dzieduszycki.
In Wronki befindet sich die größte Strafvollzugsanstalt Polens. Während des Ersten Weltkriegs war dort Rosa Luxemburg einige Monate lang inhaftiert. Von den 1960er bis in die 1980er Jahre wurden in dem Gefängnis auch Dissidenten und Mitglieder der Solidarność gefangen gehalten, unter anderem Jacek Kuroń.

### Bevölkerungsentwicklung
- 1819: 1824 Einwohner
- 1837: 2252 Einwohner (813 Juden)
- 1845: 2384 Einwohner
- 1858: 2413 Einwohner
- 1890: 3134 Einwohner (926 Evangelische, 1657 Katholiken, 550 Juden, 1 Sonstiger)
- 1905: 4722 Einwohner (1475 Evangelische, 2867 Katholiken, 380 Juden)

## Wirtschaft
Wronki ist bekannt durch den Industriebetrieb Amica, der Kühlschränke, Waschmaschinen und Gas- und Elektroherde herstellt. Er ist auch Namensgeber und Sponsor der Fußballmannschaft Amica Wronki, die zeitweise in der ersten polnischen Liga spielte.
Im April 2010 hat Amica zwei seiner Fabriken an Samsung verkauft. Samsung ist somit neben Amica der große Arbeitgeber in der Stadt.

## Gemeinde
Zur Stadt-und-Land-Gemeinde (gmina miejsko-wiejska) Wronki gehören die Stadt selbst und 22 Dörfer mit Schulzenämtern.

### Partnerstädte und -gemeinden
- Beverwijk (Niederlande)
- Landwarów (Litauen)
- Plérin (Frankreich)
- Konakli (Türkei)
- Cookstown (Nordirland)

## Sehenswürdigkeiten

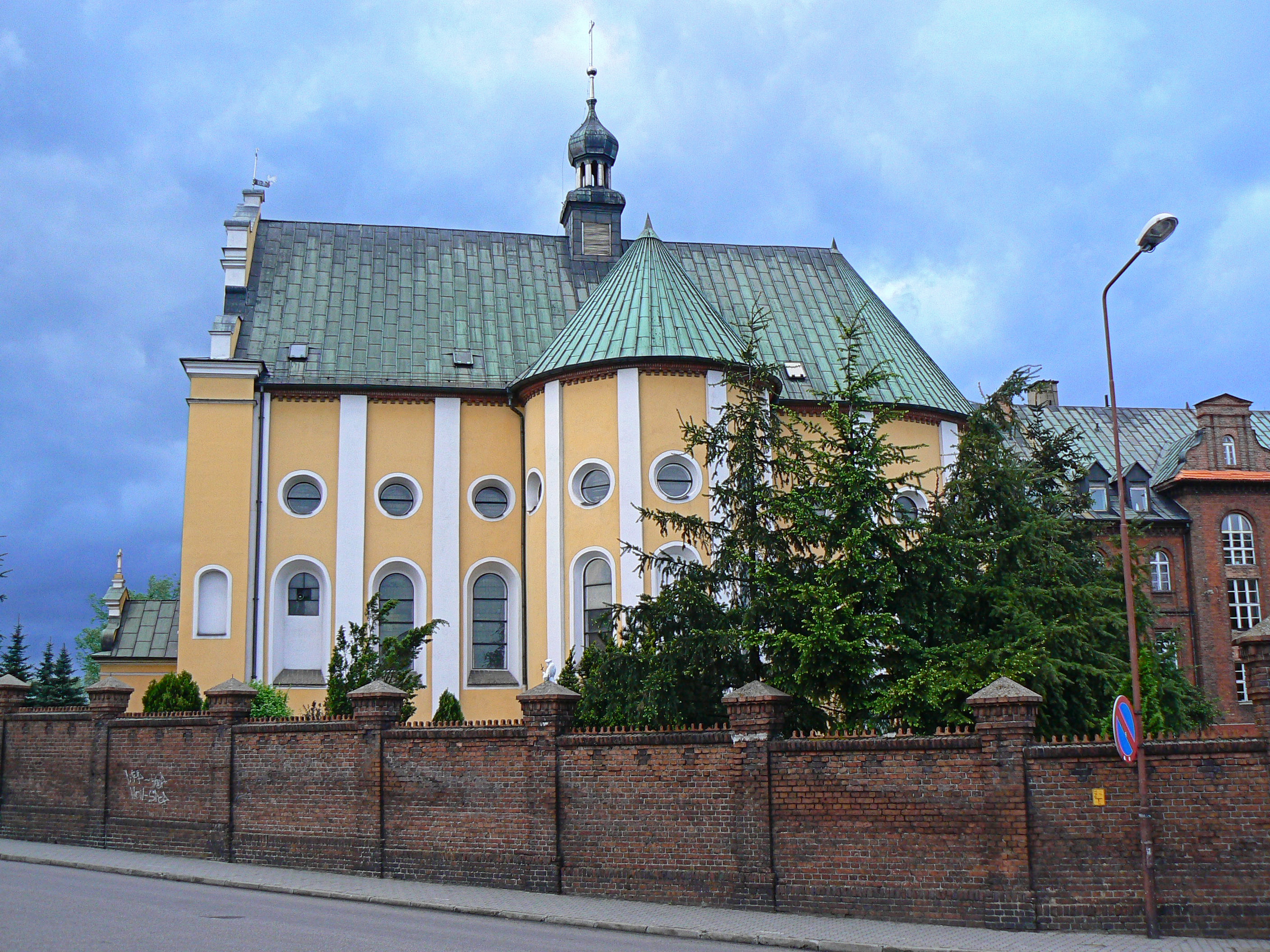
Klosterkirche

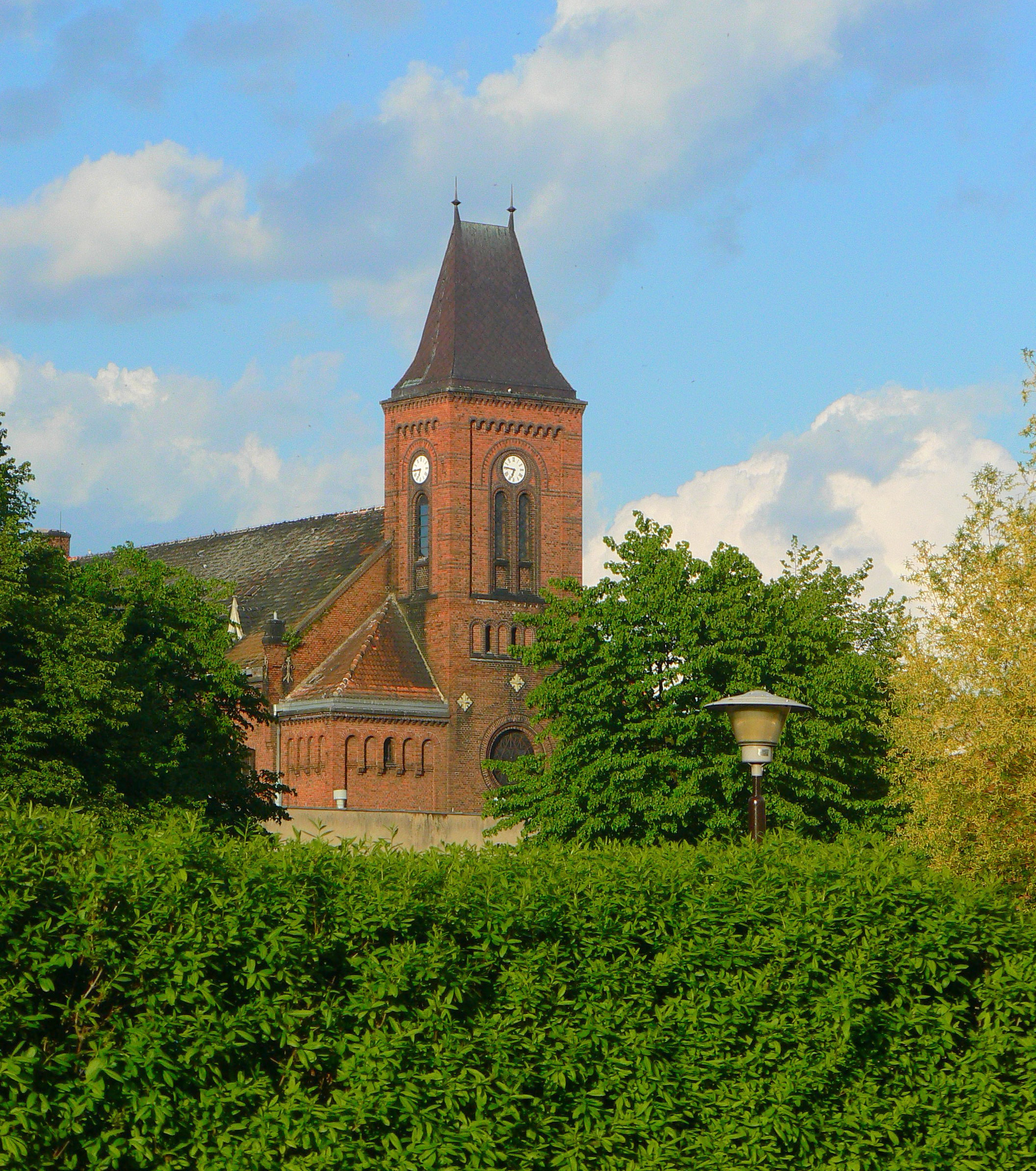
Gefängniskirche

- Pfarrkirche der Heiligen Katharina
- Klosterkirche der Franziskaner (früher der Dominikaner)
- Kapelle Heilig-Kreuz (1887)
- Justizvollzugsanstalt Wronki (früher Zentralgefängnis für die Provinz Posen) (1894)

## Verkehr
Wronki liegt an der Woiwodschaftsstraße 182, von welcher hier die Woiwodschaftsstraßen 140 nach Cischkowo, 150 nach Sieraków (Zirke) und 184 in Richtung Posen abzweigen.
Der Bahnhof liegt an der wichtigen Bahnstrecke Poznań–Szczecin. Die hier abzweigende Nebenstrecke nach Obornik wird nicht mehr betrieben.

## Persönlichkeiten
- Jadwiga Slodowicz (1830–1887), Adlige, Erbauerin der Kapelle Heilig-Kreuz
- Adolf Pinner (1842–1909), deutscher Chemiker
- Hans Stichel (1862–1936), Biologe
- Zygmunt Wilczewski  (1887–1930), polnischer Architekt
- Hermann Zondek (1887–1979), deutsch-israelischer Arzt
- Bernhard Zondek (1891–1966), deutsch-amerikanischer Gynäkologe
- Else Koffka (1901–1994), Juristin und Bundesrichterin
- Paweł Wilczak (* 1965), polnischer Schauspieler.